# Deposición (geología)

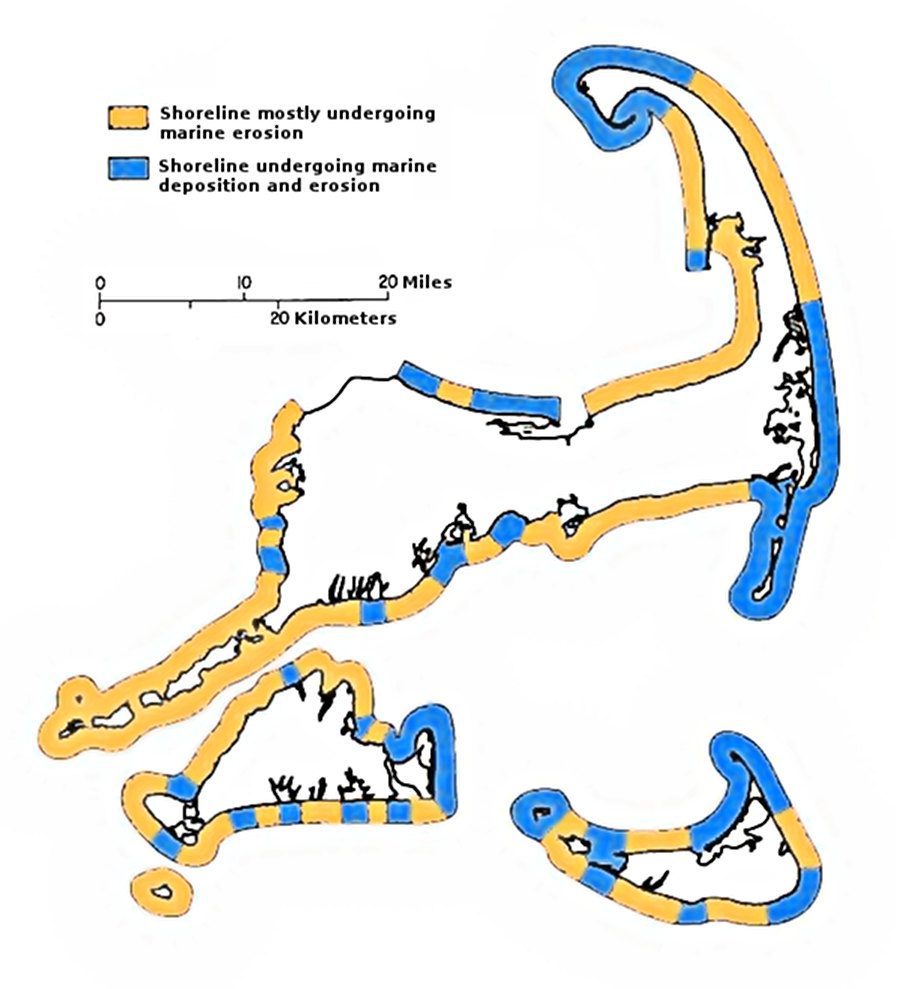
Mapa de Cabo Cod mostrando las costas sometidas a la erosión (secciones acantiladas) en rojo, y las costas caracterizadas por el depósito marino (barreras) en azul.

La deposición es el proceso geológico por el cual el material se agrega a un accidente geográfico o masa de tierra. Fluidos tales como el viento y el agua, así como el sedimento que fluye a través de la gravedad, el transporte previo de sedimentos erosionados, que, en la pérdida de energía cinética suficiente en el fluido, se deposita, la acumulación de capas de sedimento.
La deposición se produce cuando las fuerzas responsables del transporte de sedimentos ya no son suficientes para superar las fuerzas de las partículas de peso y fricción, creando una resistencia al movimiento. La deposición también puede referirse a la acumulación de sedimentos de la materia orgánica derivada o los procesos químicos. Por ejemplo, la tiza se compone en parte de los esqueletos de carbonato de calcio microscópicos del plancton marino, la deposición de la cual ha inducido procesos químicos (diagénesis) para depositar carbonato de calcio adicional. Del mismo modo, la formación del carbón comienza con la deposición de material orgánico, principalmente a partir de plantas, en condiciones anaeróbicas.